# Vrindavan
Vrindavan (Hindi वृन्दावन) ist eine etwa 70.000 Einwohner zählende Stadt im Distrikt Mathura des indischen Bundesstaats Uttar Pradesh. Für die Anhänger des Hindu-Gottes Krishna ist sie eine heilige Stadt.

## Lage und Klima
Vrindavan liegt in etwa 186 m Höhe auf dem Westufer der Yamuna etwa 8 km nördlich der Stadt Mathura. Die Stadt Agra liegt etwa 75 km in südöstlicher Richtung entfernt und Indiens Hauptstadt Delhi befindet sich etwa 145 km nördlich. Das Klima ist warm bis heiß; Regen (ca. 720 mm/Jahr) fällt fast nur in den sommerlichen Monsunmonaten.

## Bevölkerung
| Jahr      | 1991   | 2001   | 2011   |
| Einwohner | 47.746 | 56.692 | 63.005 |

Ca. 92,5 % der Einwohner sind Hindus, 7 % sind Moslems; der Rest verteilt sich auf andere Religionen (Sikhs, Jains, Buddhisten, Christen). Der Anteil der männlichen Bevölkerung liegt ca. 20 % über dem weiblichen, was – neben der in Indien häufiger praktizierten Abtreibung weiblicher Föten – auch an der Zuwanderung von männlichen Arbeitskräften liegt.
Witwen: Viele mittellose, von der Familie verstoßene, hinduistische Witwen kommen nach Vrindavan, um dort den Rest ihres Lebens zu verbringen. Indem sie in Vrindavan ihr Leben Krishna weihen, erhoffen sie Erlösung von einer nach weitverbreiteter Meinung aus dem Witwenstatus resultierenden Unheilwirkung. Die meisten leben als Bettlerinnen und haben keinerlei soziale Absicherung.

## Wirtschaft
Die meisten Bewohner von Vrindavan leben direkt oder indirekt von der in den Dörfern der Umgebung betriebenen Landwirtschaft. In der Stadt selbst haben sich Handwerker, Kleinhändler und Dienstleister angesiedelt. Eine überaus wichtige Rolle im Wirtschaftsleben der Stadt spielt der Pilgertourismus.

## Mythologie

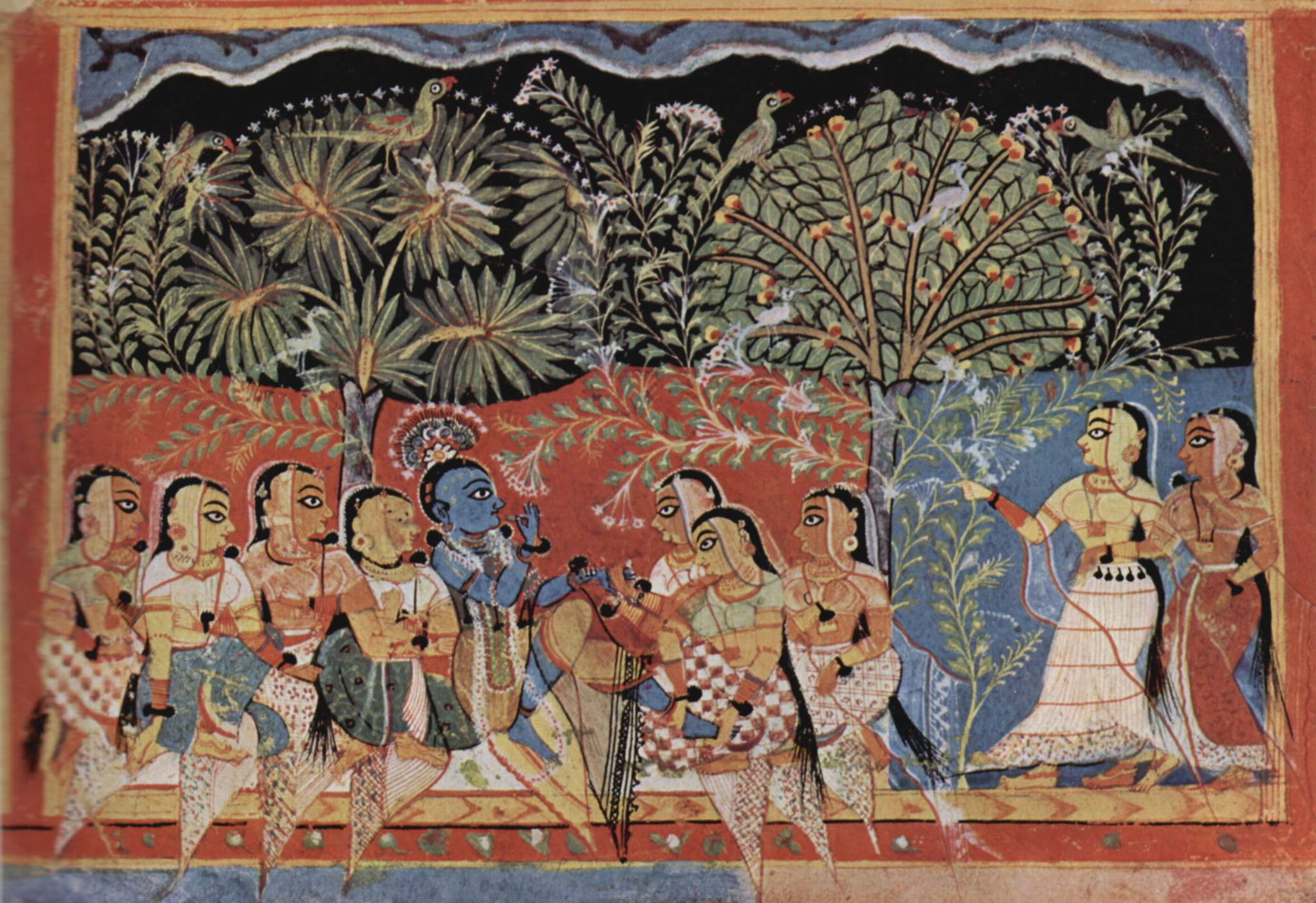
Krishna mit den Gopis im Wald von Vrindavan

Der Überlieferung nach ist die Stadt Vrindavan der Ort des einstmaligen Waldes von Vrindavana, in dessen Umgebung der  Hindu-Gott Krishna in Gokul, einem Dorf von Kuhhirten, aufgewachsen sein soll. Dem Bhagavatapurana und dem Gita Govinda zufolge hütete Krishna im Wald von Vrindavan Kühe; er traf sich dort auch mit den Hirtenmädchen, den Gopis, und hier ist es besonders sein Verhältnis zu Radha, das in vielen – in ganz Indien äußerst populären – Geschichten erzählt wird. Das Spiel von Radha und Krishna hat im Hinduismus eine tiefe symbolische Bedeutung als das göttliche Spiel (lila) der Seele mit ihrem Herrn.

## Geschichte
Die Ortsgeschichte reicht wahrscheinlich weit zurück. Die heutige Stadt wurde allerdings erst im 16. Jahrhundert gegründet. Mit zahlreichen Tempeln ausgestattet, wuchs die Stadt schnell heran.

## Sehenswürdigkeiten
Heute erinnert nur noch wenig an den historischen Wald. Stattdessen gibt es in Vrindavan dutzende historische und moderne Hindu-Tempel (mandira), die Krishna geweiht sind; sie sind jedoch allesamt nicht älter als 500 Jahre. Fast in jedem Haus findet sich ein Altar zur Verehrung Radhas und Krishnas; deshalb wird Vrindavan oft die „Stadt der 5000 Tempel“ genannt. Der Ort ist einer der beliebtesten Pilgerorte für Vishnuiten aus der ganzen Welt.

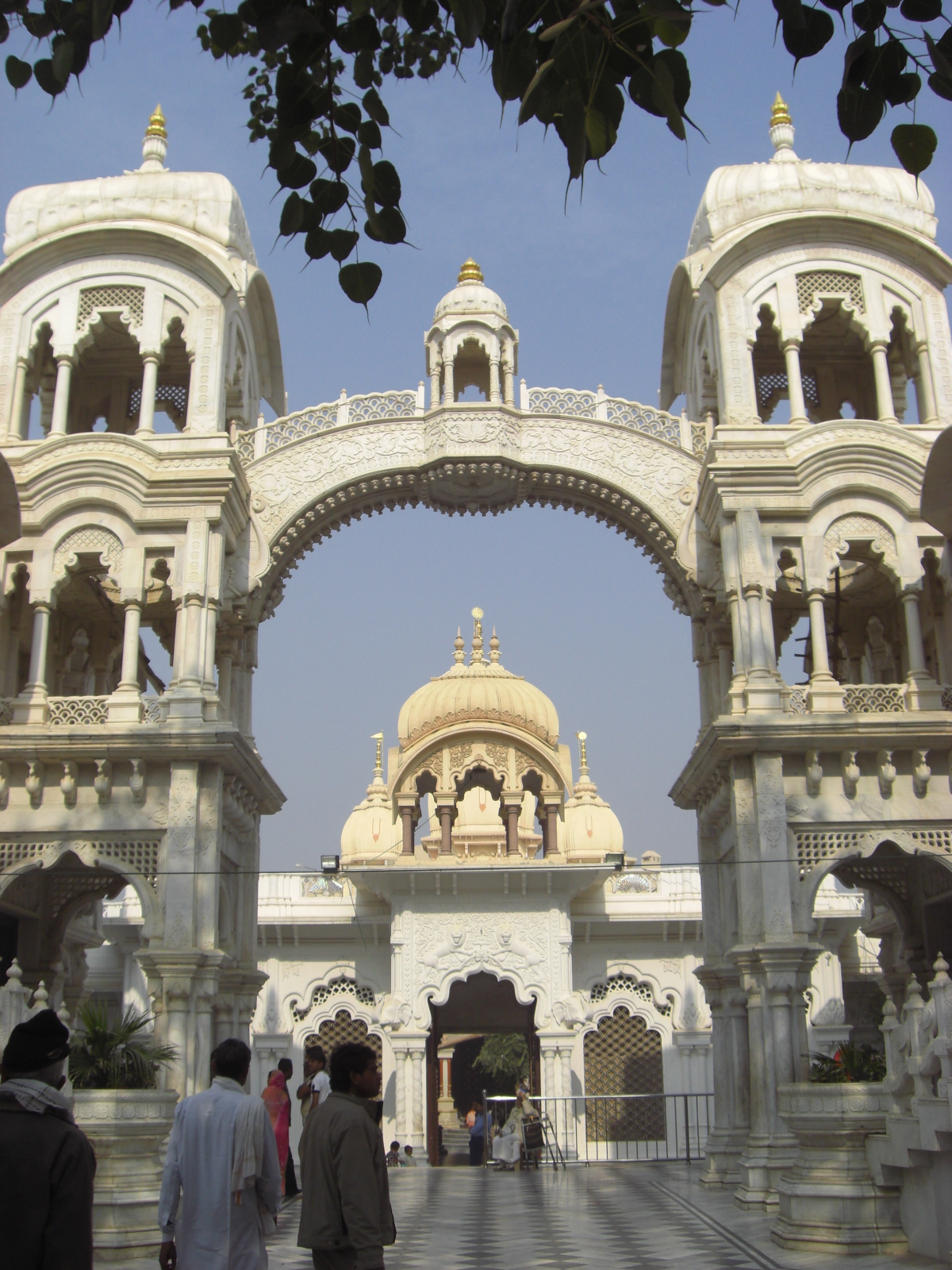
Krishna-Balaram-Mandir

- Der Shikhara-Turm des auf einem hohen Unterbau ruhenden Madan Mohan Tempels ist mit ornamentalen quadratischen Terrakotta-Platten überzogen. Er gilt als ältester Tempel Vrindavans. Das originale Kultbild wurde zu seinem Schutz in der Zeit des Großmoguls Aurangzeb nach Karauli (Rajasthan) verbracht. In Vrindavan wird eine Kopie verehrt.
- Der von Raja Man Singh I. von Amber finanzierte und mit roten Sandsteinplatten verkleidete Govinda Dev Tempel wurde in der Zeit Aurangzebs von 7 auf 4 Stockwerke reduziert und all seines Figurenschmucks beraubt.
- Der Ranganath Temple entstand in den Jahren 1845 bis 1851; sein Torbau (gopuram) verweist auf die beiden aus der südindischen Stadt Madras stammenden Stifter.
- Der Banke Bihari Temple, das Hauptheiligtum Krishnas in Vrindavan, wurde ebenfalls erst Mitte des 19. Jahrhunderts erbaut.
- Der Bau des sog. Jaipur Temple wurde vom Maharaja von Jaipur Sawai Madho Singh II. Ende des 19. Jahrhunderts initiiert und im Jahr 1917 vollendet.
- Der Krishna Balaram Mandir wurde in den 1970er Jahren von der International Society for Krishna Consciousness (ISKCON) gestiftet und in einem indo-europäischen Mischstil erbaut. Auf dem Gelände steht auch das Marmor-Mausoleum von Bhaktivedanta Swami Prabhupada, dem Gründer der Gesellschaft.
- Der ganz mit weißem Marmor verkleidete und in Stilformen mittelalterlicher Hindu-Tempel erbaute Prem Mandir wurde in den Jahren 2001 bis 2012 erbaut. Er gilt als einer der schönsten und größten Tempel Vrindavans.

Umgebung
- Der in der zweiten Hälfte des 20. Jahrhunderts erbaute Pagal-Baba-Tempel steht ungefähr 4 km östlich von Vrindavan. Er erinnert an Sri Sheela Nand Ji, einen ehemaligen Richter am Obersten Gerichtshof von Kalkutta, der sich auf der Suche nach Spiritualität für den Ruhestand in Vrindavan entschied. Hier gebärdete er sich zeitweise wie ein Verrückter und man begann, ihn pagal baba („verückter Baba“) zu nennen.[6]

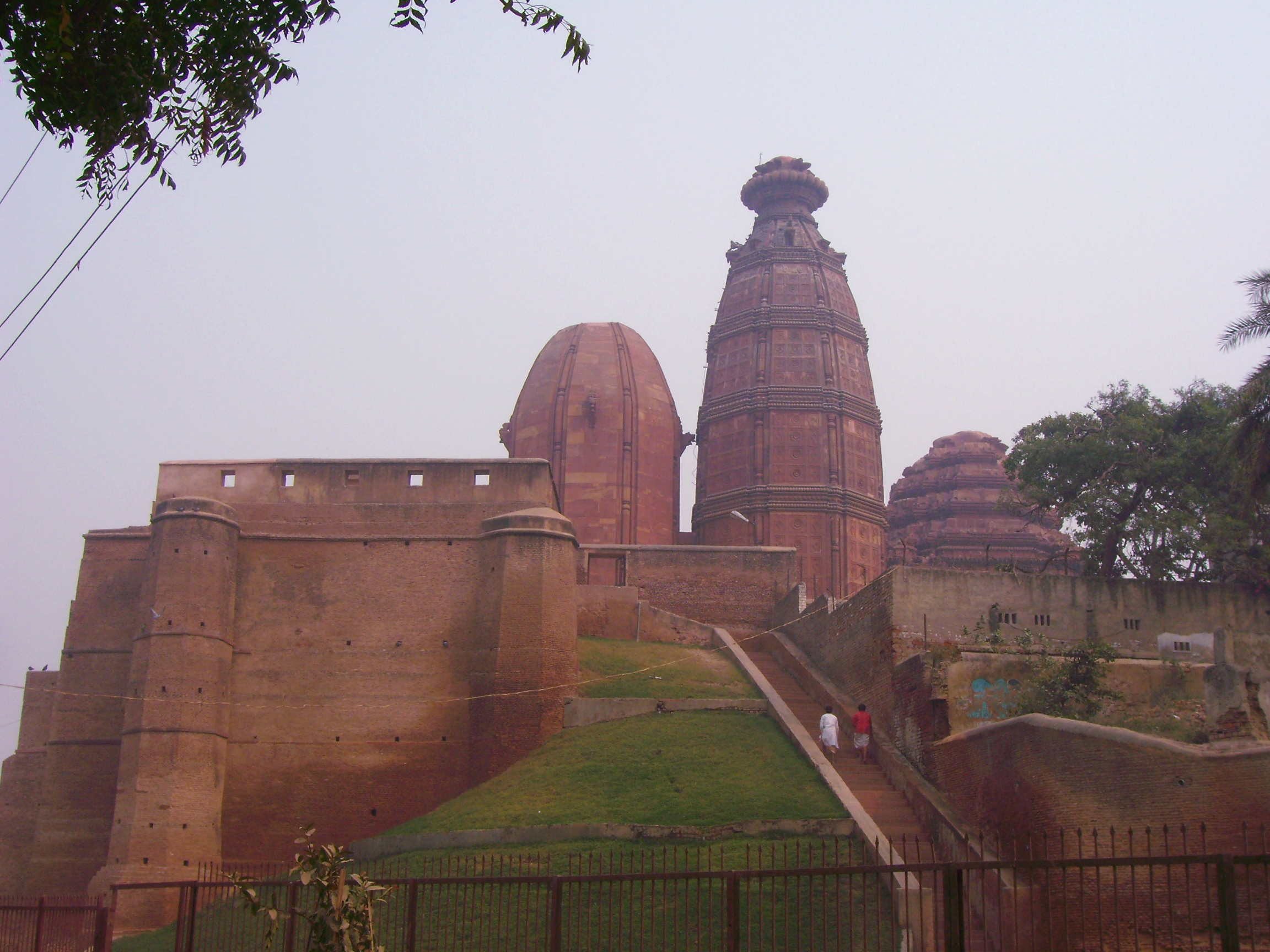
Madan Mohan Mandir
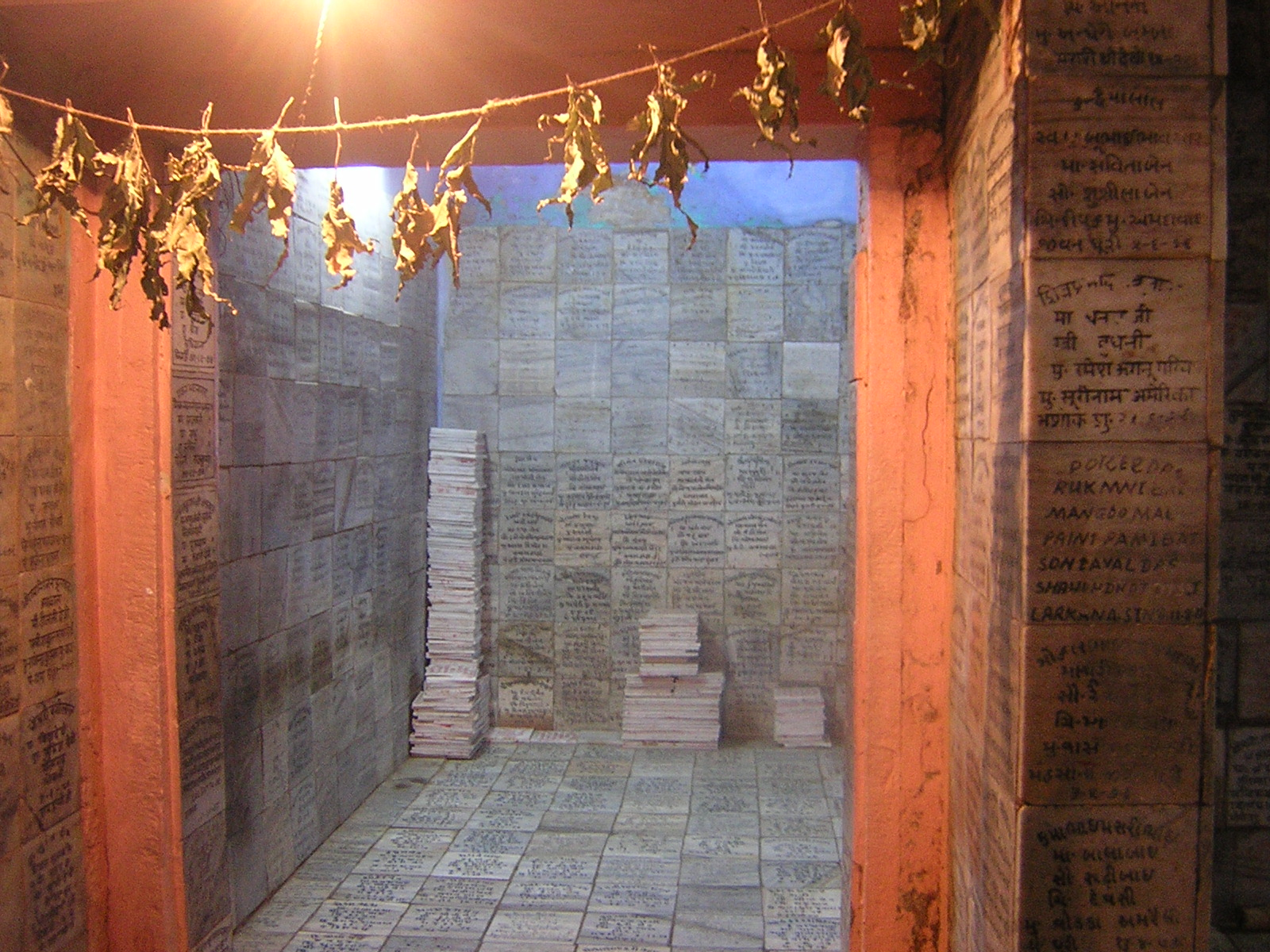
Votivtäfelchen in einem Tempel
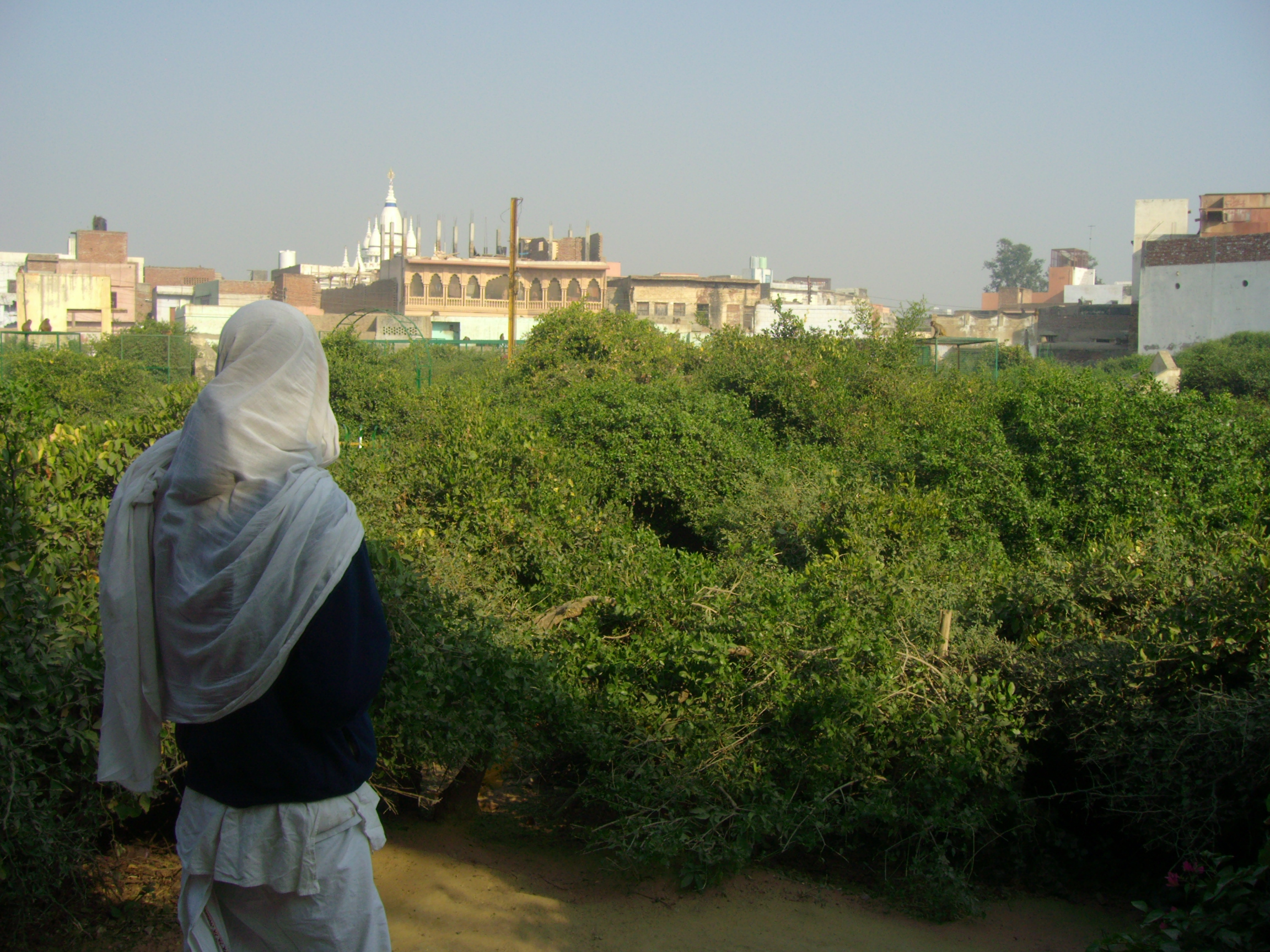
Sevakunj
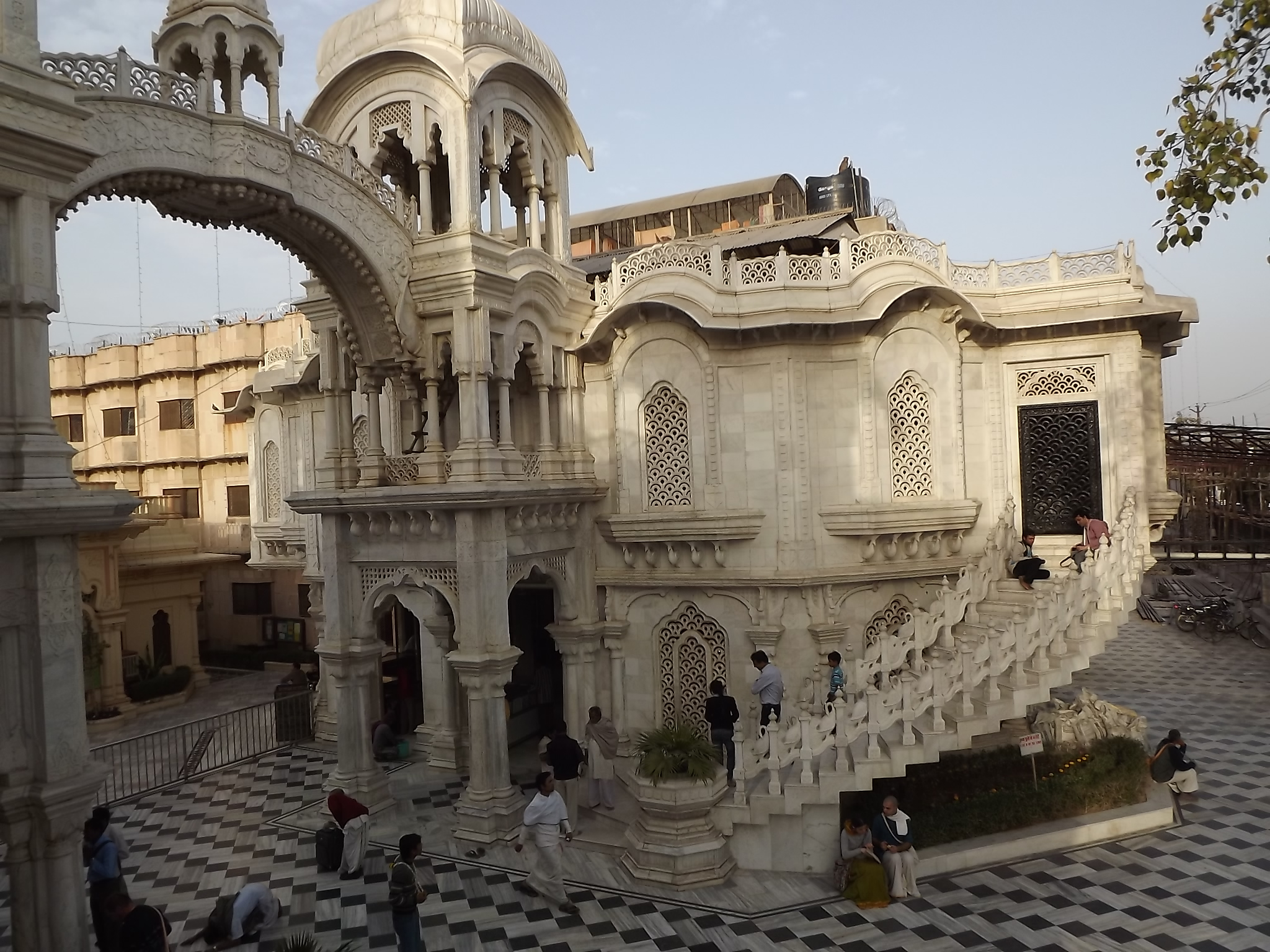
Krishna-Balaram-Mandir
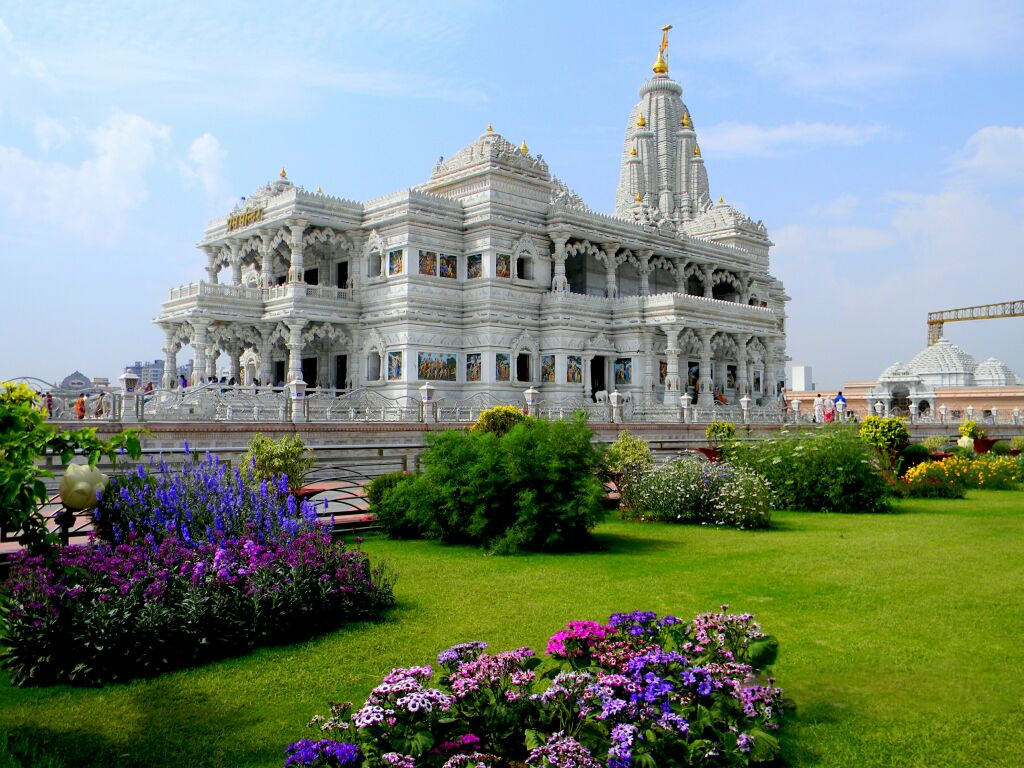
Prem Mandir
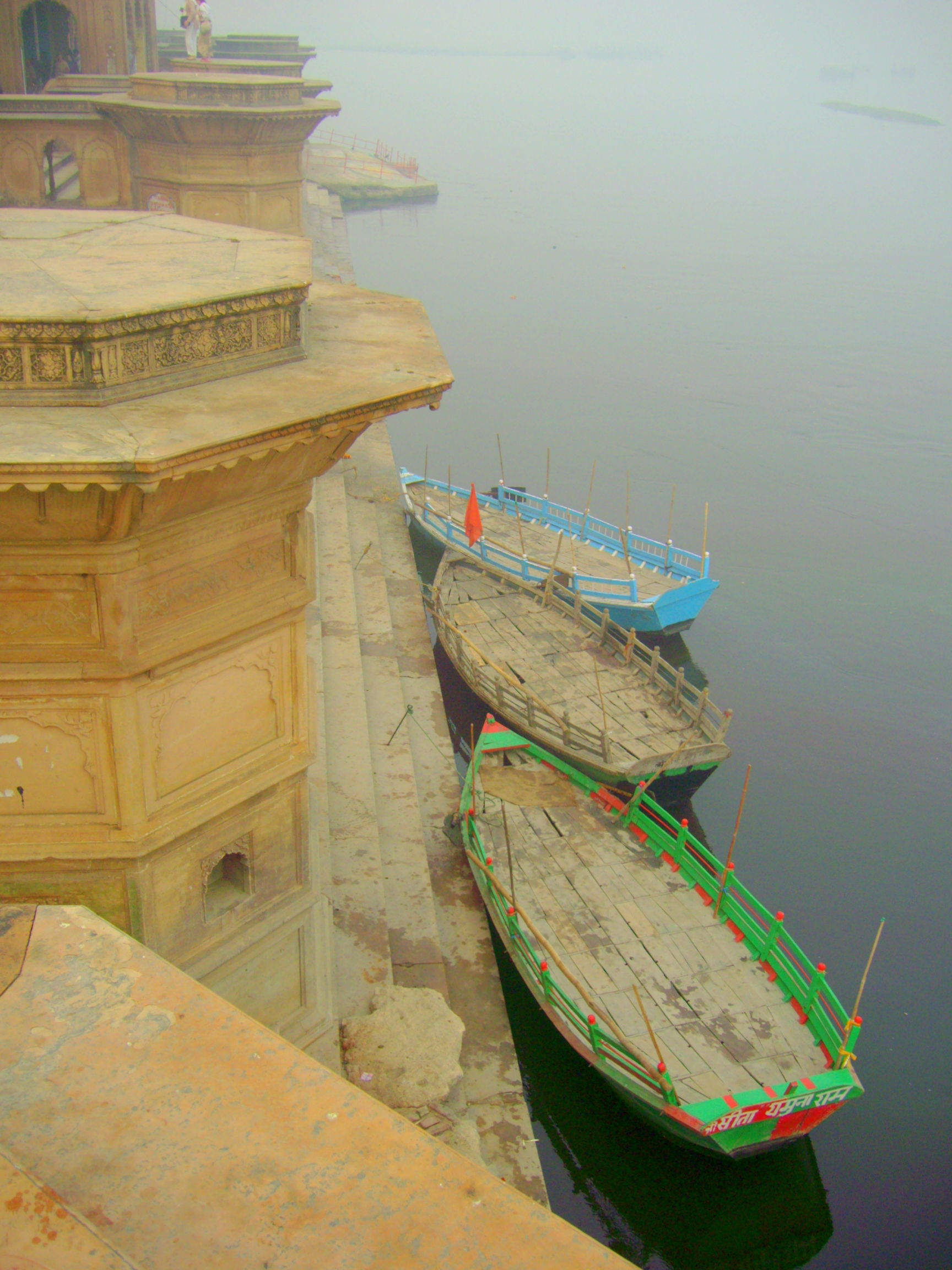
Am Keshighat